# GP de Plouay 2019
De 21e editie van de GP de Plouay werd verreden op zaterdag 31 augustus 2019. De start- en aankomstplaats was Plouay. Deze editie werd gewonnen door Anna van der Breggen.

## Uitslag
| Plouay – Plouay (129 km) |                      |                                    |          |
| Plaats                   | Naam                 | Ploeg                              | Tijd     |
| Winnaar                  | Anna van der Breggen | Boels Dolmans                      | 3h21'54" |
| 2                        | Coryn Rivera         | Team Sunweb                        | +11"     |
| 3                        | Amy Pieters          | Boels Dolmans                      | z.t.     |
| 4                        | Marta Cavalli        | Valcar-Cylance                     | z.t.     |
| 5                        | Demi Vollering       | Parkhotel Valkenburg               | z.t.     |
| 6                        | Stine Borgli         | FDJ Nouvelle-Aquitaine Futuroscope | z.t.     |
| 7                        | Sofie De Vuyst       | Parkhotel Valkenburg               | z.t.     |
| 8                        | Flávia Oliveira      | Memorial-Fupes-Santos              | z.t.     |
| 9                        | Ruth Winder          | Trek-Segafredo                     | z.t.     |
| 10                       | Elena Cecchini       | Canyon-SRAM                        | z.t.     |

Bretagne Classic: 1931 · 1932 · 1933 · 1934 · 1935 · 1936 · 1937 · 1938 · 1939 - 1944 · 1945 · 1946 · 1947 · 1948 · 1949 · 1950 · 1951 · 1952 · 1953 · 1954 · 1955 · 1956 · 1957 · 1958 · 1959 · 1960 · 1961 · 1962 · 1963 · 1964 · 1965 · 1966 · 1967 · 1968 · 1969 · 1970 · 1971 · 1972 · 1973 · 1974 · 1975 · 1976 · 1977 · 1978 · 1979 · 1980 · 1981 · 1982 · 1983 · 1984 · 1985 · 1986 · 1987 · 1988 · 1989 · 1990 · 1991 · 1992 · 1993 · 1994 · 1995 · 1996 · 1997 · 1998 · 1999 · 2000 · 2001 · 2002 · 2003 · 2004 · 2005 · 2006 · 2007 · 2008 · 2009 · 2010 · 2011 · 2012 · 2013 · 2014 · 2015 · 2016 · 2017 · 2018 · 2019 · 2020 · 2021 · 2022 · 2023 · 2024
Classic Lorient Agglomération: 1999 · 2000 · 2001 · 2002 · 2003 · 2004 · 2005 · 2006 · 2007 · 2008 · 2009 · 2010 · 2011 · 2012 · 2013 · 2014 · 2015 · 2016 · 2017 · 2018 · 2019 · 2020 · 2021 · 2022 · 2023 · 2024
Tour Down Under ·
Great Ocean Road Race ·
Ronde van de Verenigde Arabische Emiraten ·
Omloop Het Nieuwsblad ·
Strade Bianche ·
Parijs-Nice · 
Tirreno-Adriatico · 
Milaan-San Remo ·
Ronde van Catalonië ·
Driedaagse Brugge-De Panne ·
E3 BinckBank Classic ·
Gent-Wevelgem ·
Dwars door Vlaanderen ·
Ronde van Vlaanderen ·
Ronde van het Baskenland ·
Parijs-Roubaix ·
Amstel Gold Race ·
Ronde van Turkije ·
Waalse Pijl ·
Luik-Bastenaken-Luik ·
Ronde van Romandië ·
Eschborn-Frankfurt ·
Ronde van Italië ·
Ronde van Californië ·
Critérium du Dauphiné ·
Ronde van Zwitserland ·
Ronde van Frankrijk ·
Clásica San Sebastián ·
Ronde van Polen ·
RideLondon Classic ·
BinckBank Tour ·
Ronde van Spanje ·
EuroEyes Cyclassics ·
Bretagne Classic ·
GP van Quebec ·
GP van Montreal ·
Ronde van Lombardije ·
Ronde van Guangxi
 Strade Bianche ·
 Ronde van Drenthe ·
 Trofeo Alfredo Binda-Comune di Cittiglio ·
 Driedaagse Brugge-De Panne ·
 Gent-Wevelgem ·
 Ronde van Vlaanderen ·
 Amstel Gold Race ·
 Waalse Pijl ·
 Luik-Bastenaken-Luik ·
 Ronde van Chongming ·
 Ronde van Californië ·
 Emakumeen Bira ·
 The Women's Tour ·
 Ronde van Italië voor vrouwen ·
 La Course by Le Tour de France ·
 RideLondon Classique ·
 Open de Suède Vårgårda ·
 Ronde van Noorwegen ·
 Bretagne Classic ·
 Boels Rental Ladies Tour ·
 La Madrid Challenge by La Vuelta ·
 Ronde van Guangxi